# Saitonia orientalis
Saitonia orientalis är en spindelart som först beskrevs av Ryoji Oi 1960.  Saitonia orientalis ingår i släktet Saitonia och familjen täckvävarspindlar. Inga underarter finns listade i Catalogue of Life.